# Гелдерланд
Гелдерланд (на нидерландски: Gelderland, Gelderland) е провинция, разположена в централната източна част на Нидерландия.
На изток провинцията граничи с германската провинция Северен Рейн-Вестфалия, на юг – със Северен Брабант и Лимбург, на югозапад – с Южна Холандия, на запад – с Утрехт, на северзапад – с Флеволанд, а на север – с Оверейсел. Столица на провинцията е град Арнем.
Гелдерланд е най-голямата нидерландска провинция с обща площ от 4964 km². Населението на провинцията е 2 096 620 души (по приблизителна оценка от януари 2021 г.). Гъстотата е 422,4 души на km².
В провинция Гелдерланд има 54 общини от които най-населените са Неймеген, Арнем, Апелдорн и Еде. Четирите най-големи градове в Гелдерланд са Неймеген, Арнем, Апелдорн и Еде.